# Otis Jackson Jr.
Otis Jackson Jr. (ur. 24 października 1973 w Oxnard), znany też jako Madlib, Quasimoto i DJ Rels – amerykański producent muzyczny, multi-instrumentalista, raper i DJ.
Jest dzieckiem muzyków Otis i Senesca Jackson. Aktualnie pracuje w Los Angeles.
Jego dyskografia obejmuje wiele płyt nagrywanych pod różnymi pseudonimami i w kolaboracjach z różnymi artystami.
W 2004 roku wydał album Madvillainy, stworzony razem z MF Doomem pod szyldem Madvillian, a w 2007 roku płytę Liberation w duecie z nowojorskim raperem Talibem Kweli.

## Dyskografia
Opracowano na podstawie źródła.

### Albumy solowe
Madlib
- Shades of Blue (2003)
- Beat Konducta Vol 1-2: Movie Scenes (2006)
- Beat Konducta Vol 3-4: Beat Konducta in India (2007)
- Yesterdays Universe (2007)
- WLIB AM: King of the Wigflip (2008)
- Beat Konducta Vol. 5-6: A Tribute to... (2009)
- Medicine Show #1: Before the Verdict (2010)
- Medicine Show #2: Flight to Brazil (2010)
- Medicine Show #3: Beat Konducta in Africa (2010)
- Medicine Show #4: 420 Chalice All-Stars (2010)
- Medicine Show #5: The History of the Loop Digga, 1990–2000 (2010)
- Medicine Show #6: The Brain Wreck Show (2010)
- Medicine Show #7: High Jazz (2010)
- Medicine Show #8: Advanced Jazz (2010)
- Medicine Show #10: Black Soul (2010)
- Medicine Show #11: Low Budget High Fi Music (2011)

Quasimoto
- The Unseen (2000)
- The Further Adventures of Lord Quas (2005)

DJ Rels
- Theme For a Broken Soul (2004)

### Współpraca
Lootpack
- Soundpieces: Da Antidote by Lootpack (1999)

Yesterdays New Quintet
- Angels Without Edges (2001)
- Stevie (2004)

Jaylib
- Champion Sound (2003)

Madvillain
- Madvillainy (2004)
- Madvillainy 2: The Madlib Remix (2008)

Monk Hughes & The Outer Realm
- Tribute To Brother Weldon (2004)

Sound Directions
- The Funky Side of Life (2005)

Talib Kweli & Madlib
- Liberation (2007)

The Last Electro-Acoustic Space Jazz & Percussion Ensemble
- Summer Suite (2007)
- Fall Suite (2009)
- Miles Away (2010)

Jackson Conti
- Sujinho (2008)

Young Jazz Rebels
- Slave Riot (2010)